# Adriana Barros Fleitas
Adriana Barros Fleitas (Montevideo, 10 de mayo de 1968) es una política uruguaya integrante del Frente Amplio. Desde 2021, integra su Mesa Política y, desde 2022, preside la Comisión de Derechos Humanos de este partido.
Es además integrante de la Dirección Nacional y la Mesa Ejecutiva de la Vertiente Artiguista.

## Trayectoria política
Fue fundadora de la Vertiente Artiguista (1989), donde milita desde entonces. Integra su Dirección Nacional y la Mesa Ejecutiva desde diciembre de 2009.

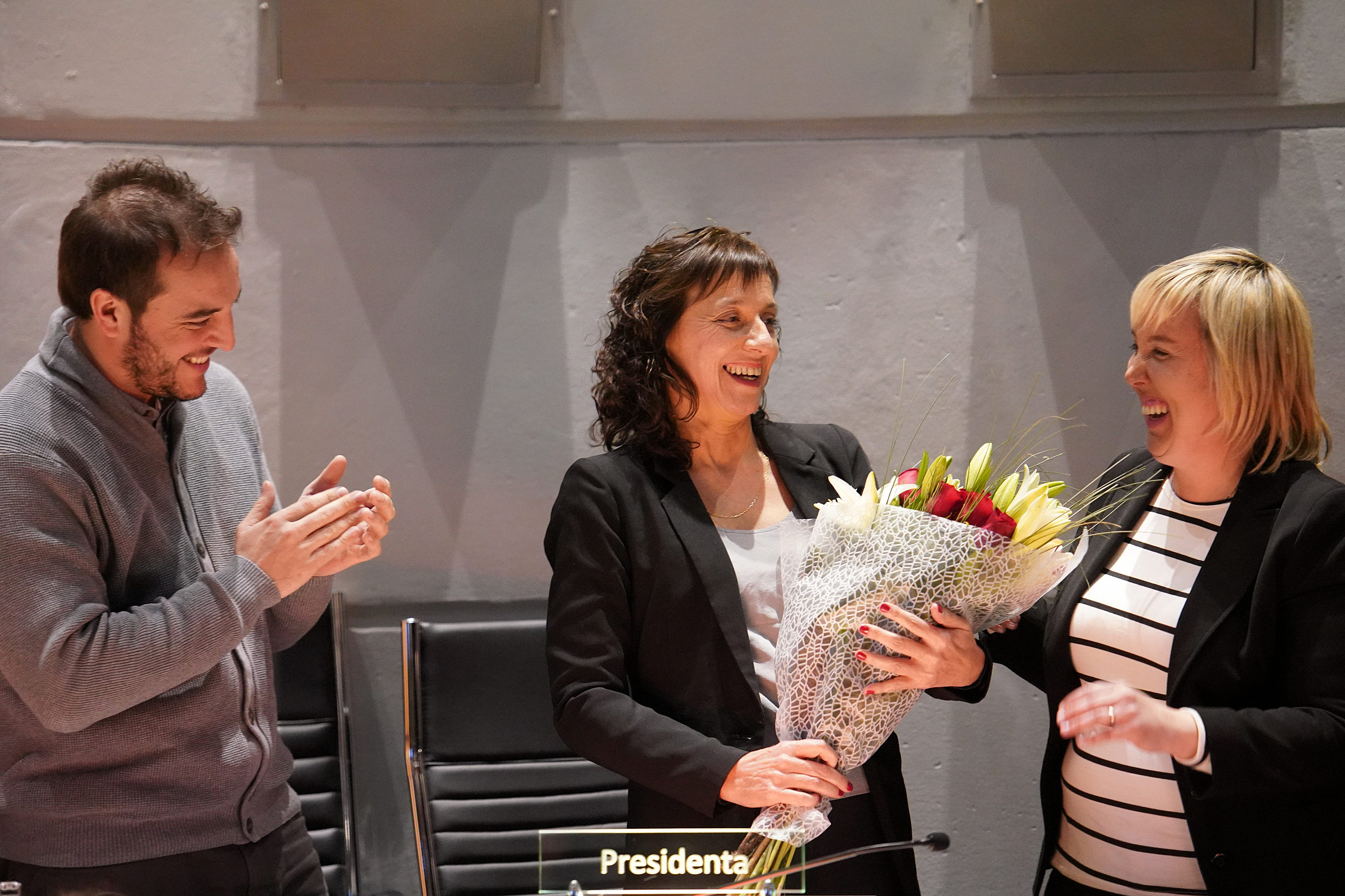
Asunción de Adriana Barros como presidenta de la Junta Departamental de Montevideo

Fue electa Edila de la Junta Departamental de Montevideo en el período 2015–2020 por el Frente Amplio, Vertiente Artiguista, lista 77. En la Junta integró las comisiones de Derechos Humanos y Desarrollo Social, Hacienda y Cuentas, Legislación y Apelaciones, Turismo y Deporte, Movilidad Urbana, Desarrollo Económico e integración regional, habiendo presidido las dos primeras. Fue designada Presidenta de la Junta Departamental de Montevideo por el período 2019–2020.
En las elecciones nacionales de 2019, fue electa primera suplenta del Senador Enrique Rubio por la Lista 77.
Integra la Mesa Coordinadora de la Red de Sitios de Memoria, la Comisión del Sitio de Memoria del ExCGIOR y la Comisión del Sitio del Memorial de ex presos políticos de Punta Carretas.

## Artículos publicados
- 2021, Semanario Voces: "El machismo es un tema cultural"[9]
- 2021, Semanario Voces: "Se puede, pero no se debería"[10]
- 2021, Semanario Voces: "Oportuna y necesaria"[11]
- 2024, la diaria: "El rol de Agesic para la transformación del Estado y para centralizar políticas"[12]